# Жіночий гурт

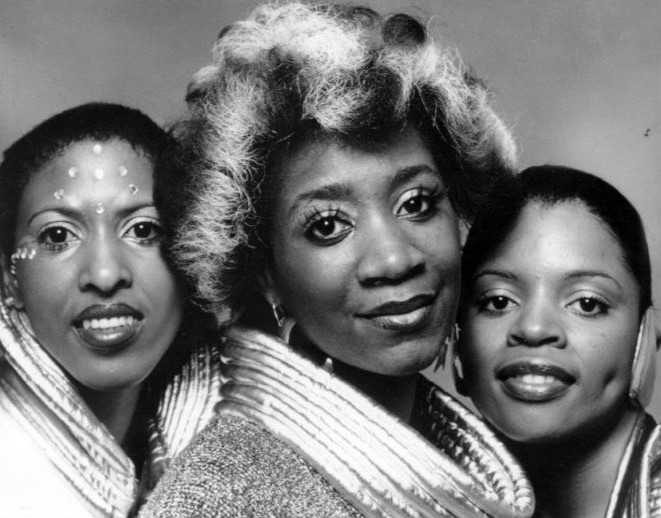
Гурт, 1975 рік:,,.

Жіночий гурт (англ. girl group) — ансамбль співачок в популярній музиці. У вужчому сенсі в США у 1950-х — початку 1960-х так називали гурти, що працювали в напрямках подібних до ду-воп, і мали велику популярність до початку британського вторгнення. При цьому в англомовних країнах існує також назва "All-female bands" або "girl bands", яка стосується музичних гуртів, учасниці яких також грають на музичних інструментах.  
З появою музичної індустрії та радіомовлення виникла ціла низка жіночих гуртів, наприклад, The Andrews Sisters. В кінці 1950-х років кількість жіночих гуртів стрімко збільшувалась, і за період 1960-1966 років в американських та англійських хіт-парадах фігурували до 750 жіночих гуртів. Особливого успіху досяг гурт The Supremes, який створив 12 пісень, що сягали верхньої сходинки в Billboard Hot 100 навіть у часи, коли найбільшу популярність завоював гурт «Бітлз». 
Пізніше жіночі колективи працювали і в таких напрямках, як диско, R&B та кантрі, і, звичайно, ж у поп-музиці. Глобалізована музична індустрія побачила надзвичайну популярність танцювальної поп-музики, і в період з 1990 року звукозаписними компаніями США, Великої Британії, Південної Кореї та Японії було продано в загальному обсязі понад 15 мільйонів фізичних примірників альбомів жіночих гуртів.  